# Zorba, a görög
A Zorba, a görög (eredeti cím: Zorba the Greek) 1964-ben bemutatott görög-brit-amerikai filmdráma Mihálisz Kakojánisz rendezésében. A forgatókönyvet Níkosz Kazandzákisz Zorbász, a görög című 1946-os regényéből Kakojánisz írta. A főszereplők Anthony Quinn és Alan Bates. Görögországban 1964. december 14-én, az Amerikai Egyesült Államokban 1964. december 17-én mutatták be. A film zenéjét Míkisz Theodorákisz szerezte. Anthony Quinnt Görögországban annyira nagyra tartották a játékáért, hogy jutalmul megkapta a görög állampolgárságot. A film Kréta szigetén játszódik.

## Cselekmény
Két idegen férfi találkozik egymással, akiknek teljesen más az alaptermészete. Az egyikük könnyed és közvetlen, a ráncok az arcán nagy élettapasztalatról árulkodnak. A másikuk kimért és művelt. Úgy döntenek, hogy együtt indulnak el Krétára, ahol egy bányát kell felvirágoztatni. A szigeten új barátságokat kötnek, és köztük is csökken a távolság.

## Szereplők
| Szereplő        | Színész       | Magyar hang        | Magyar hang      |
| Szereplő        | Színész       | 1. szinkron (1966) | 2. szinkron      |
| --------------- | ------------- | ------------------ | ---------------- |
| Alexis Zorba    | Anthony Quinn | Mádi Szabó Gábor   | Mádi Szabó Gábor |
| Basil           | Alan Bates    | Mécs Károly        | Végvári Tamás    |
| Madame Hortense | Lila Kedrova  | Tolnay Klári       | Tolnay Klári     |

## Egyéb adatok
- A Zorba, a görög az első vágás után több mint háromórás volt. Végül 142 perces lett.
- A táncot, amely a film végén a parton is látható, szirtakinak hívják.
- Lila Kedrova a film kedvéért elsajátította az angol nyelvet.
- A film másodrendezője, George P. Cosmatos később ismert rendező lett.

## Díjak
Oscar-díj (1965)
- díj: legjobb női mellékszereplő: Lila Kedrova
- díj: legjobb operatőr
- díj: legjobb díszlettervezés (fekete-fehér)